# 文峰美容美髮

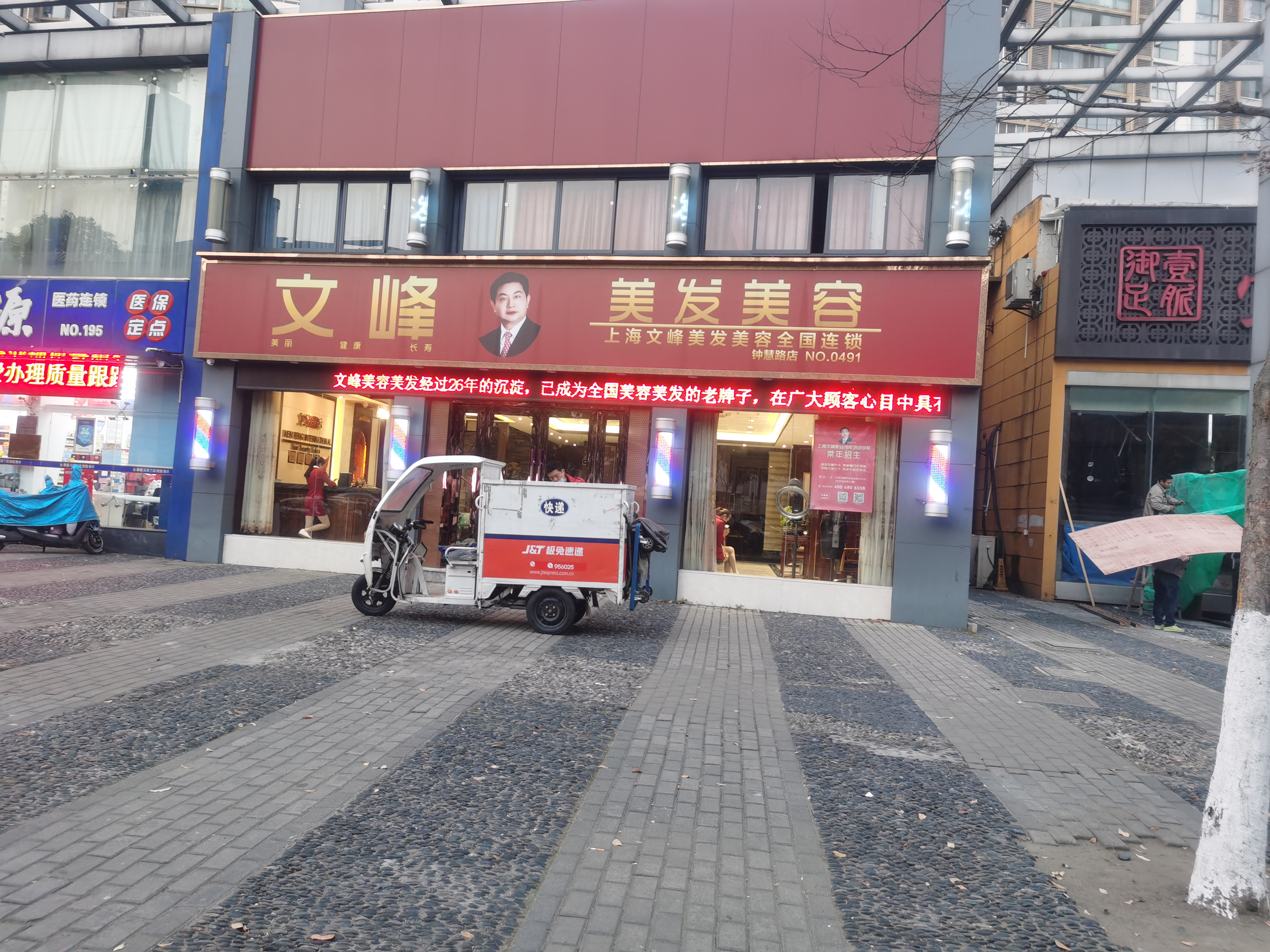
文峰美发美容位于江苏省苏州工业园区的门店，每家门店均挂有创始人陈浩的头像（该店已结业）

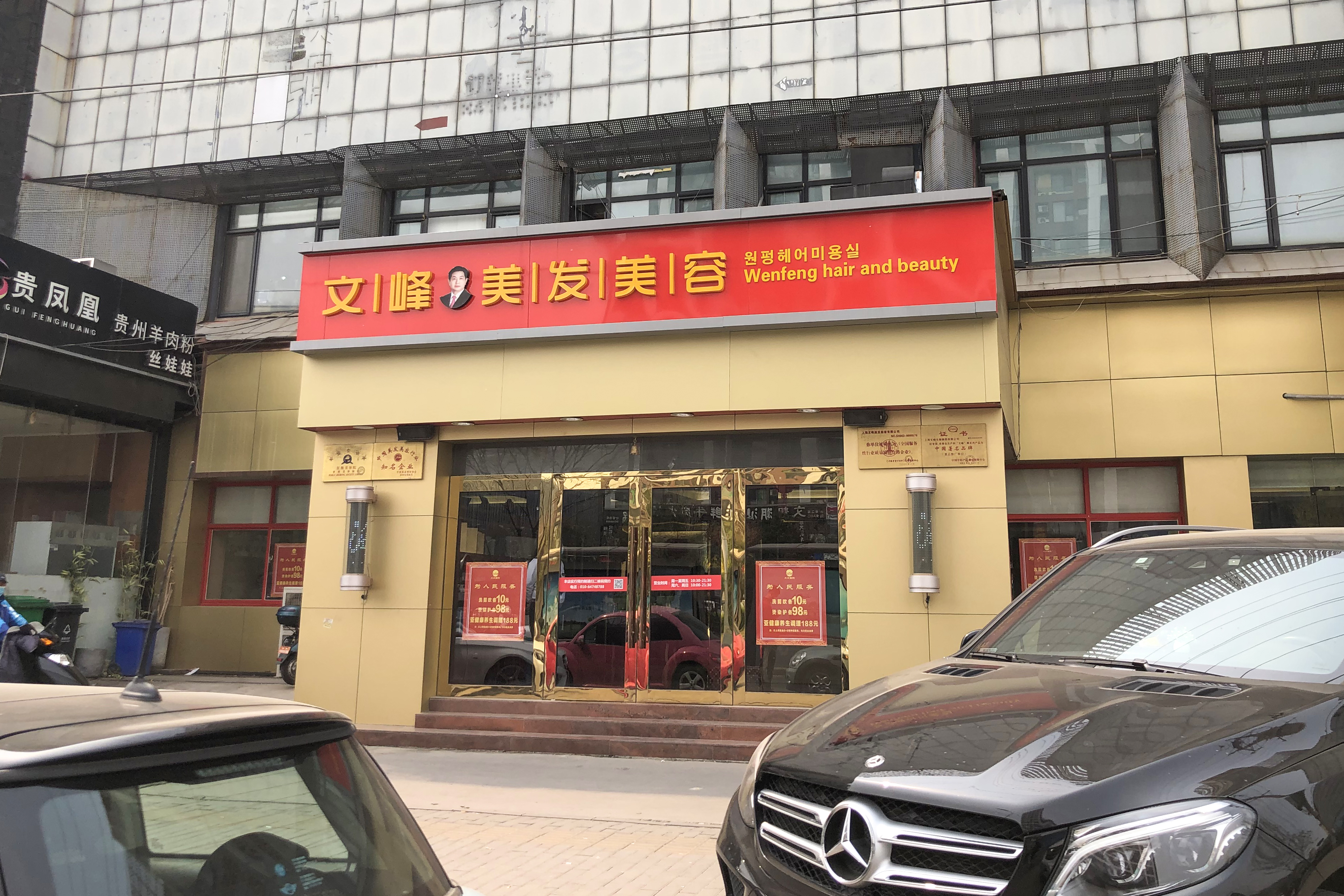
文峰美发美容北京望京店，采用中英韩三语招牌

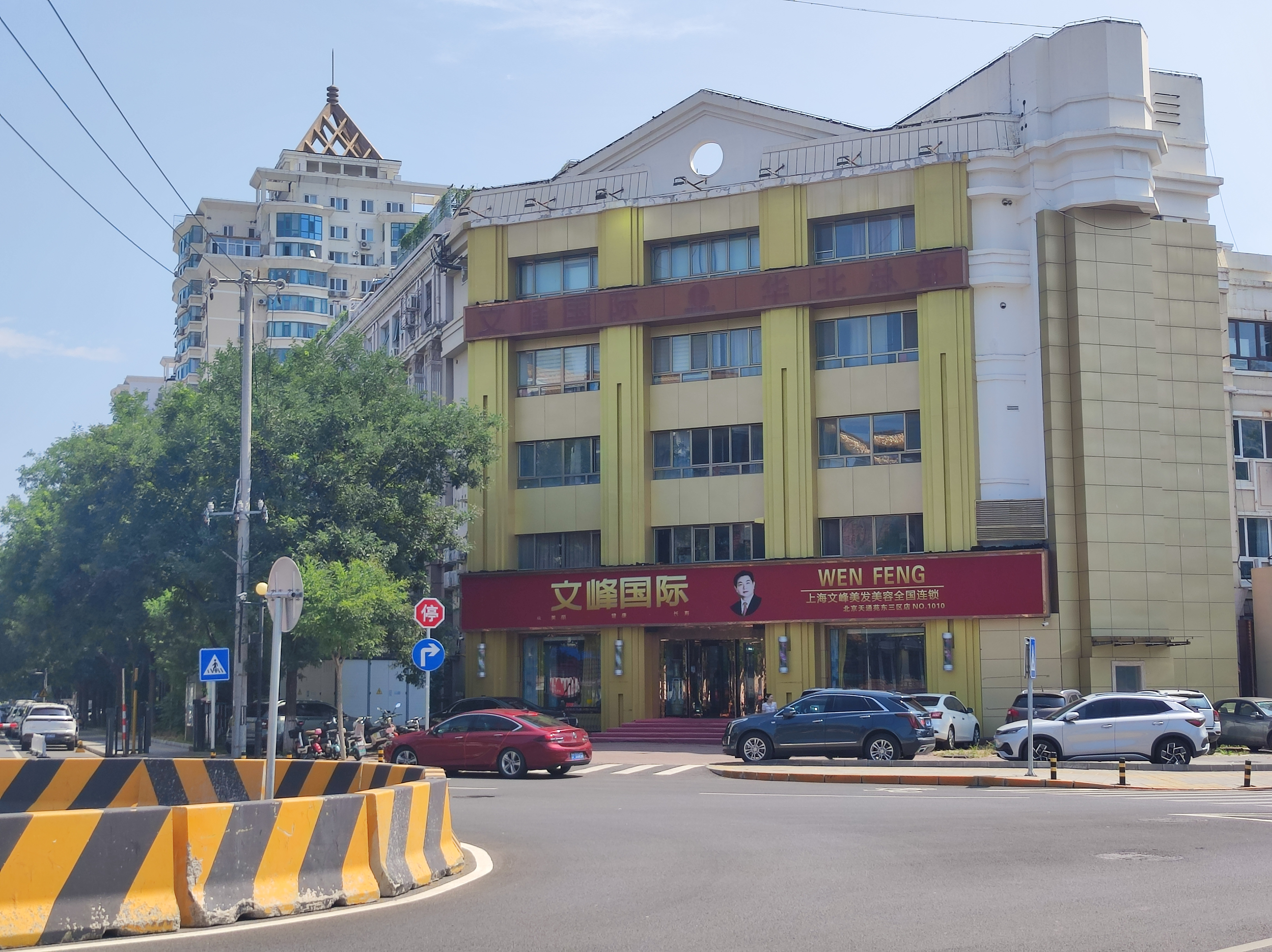
营业中的文峰美发美容北京天通苑东三区店。4层的招牌“文峰国际 华北总部”已拆除。

文峰美发美容（又稱文峰國際、文峰集團、上海文峰美发美容有限公司、文峰美容美发）是中華人民共和國一家美容院連鎖企業，由湖南安乡县人陳浩於1996年在上海創辦，首家門店位於上海市东方医院旁，總部位於普陀區。截至2009年，文峰美容美髮在該國有300多家加盟店，並將業務拓展至製藥、學校（上海文峰职业技能培训学校）、化妝品等領域。因其宣扬朝鲜民主主义人民共和国式的个人崇拜而成为网络迷因。
2021年年底，該公司創始人陳浩被曝靠看手相、面相起家；公司內部奉行對陳浩的個人崇拜；並且該公司同樣被曝存在虚假宣传、套路营销、高额预售卡纠纷等問題，公司及其加盟店也涉及多起民事案件，典型案例包括非法行医、预付卡购买后退款难、剪发被剪破耳朵等。

## 懲罰
2021年7月，上海市普陀区市场监管局以文峰未履行单用途预付消费卡信息对接义务為由對其開出5万元的行政处罚。此外文峰因称某产品能预防2019冠状病毒病被罚款50万；在廣告中稱公司創始人陈浩精通手相、风水阴阳平衡之法等被罚款5万；在广告中涉及疾病治疗功能等被罚款20.6万。
2021年11月，上海市消保委发布文峰消费警示，上海市普陀区市场监管局再次對文峰及门店开展检查，認為文峰存在单用途预付消费卡、价格和广告宣传等违法行为，并对文峰公司立案调查。至12月9日，文峰集团官网已无法打开，微信公号“今日文峰”也删除了历史文章，客服热线也已无法接通。12月12日，上海文峰公司发布声明，公司全面接受网民批评，决定启动建立科学现代的培训体系，于十个工作日以内将消费者的预付消费与政府协同监管服务平台信息对接，并积极配合相关政府监管部门对文峰公司的调查和整改，虚接受相关政府监管部门的一切批评与处罚，并坚决整改到位。
2022年8月12日，上海市普陀区市场监督管理局以文峰美发美容存在虚假、引人误解的商业宣传违法行为為由要求其繳納罚款80万元並要求其停止违法行为。

## 外部連結
- 官方网站